# Snaga & Pillath
Snaga & Pillath ist ein deutsches Rapduo aus dem Ruhrgebiet.

## Werdegang
Zu Anfangszeiten rappte Snaga noch bei seiner damaligen Crew Die Knappschaft auf Englisch. Pillath veröffentlichte gemeinsam mit Mr. Knight und anderen unter dem Namen Nordkurve eine Kassette und eine CD über das Label Rec.On Entertainment. 2005 folgte das Mixtape Die Linke und die Rechte Hand Gottes über Pelham Power Productions.
Seit 2006 standen Snaga & Pillath beim Hamburger Label Deluxe Records unter Vertrag, worüber sie noch im selben Jahr ihr Mixtape Eine Frage der Ehre mit zugehörigem Musikvideo Komm mit veröffentlichten. Bei diesem Video führte Snaga, der eine Filmproduktionsfirma besitzt, Co-Regie und arbeitete beim Schnitt mit.
Am 29. Juni 2007 erschien ebenfalls über Deluxe Records das Debütalbum Aus Liebe zum Spiel. Die dazugehörige Single R.U.H.R.P.O.T.T. sollte am 15. Juni 2007 erscheinen, was jedoch aus unbekannten Gründen nicht geschah. Das Lied wurde mit einem Video und einem Bonustrack im Internet zum Download angeboten.
Am 14. März 2008 gab Deluxe Records in einer Pressemitteilung bekannt, dass sich die Wege von Deluxe Records und Snaga & Pillath trennen werden. Gründe für die Trennung seien unterschiedliche Auffassungen, was das Geschäftliche und die Arbeitsweise angeht.
Am 20. November 2009 veröffentlichten Snaga & Pillath II, ihr zweites Album, welches u. a. von 7inch und X-plosive Beats produziert wurde.

## Diskografie

### Alben
- 2007: Aus Liebe zum Spiel (Hamburgs Finest/Deluxe Records)
- 2009: II (Ruhrpott-Illegal)

### Singles
- 2007: R.U.H.R.P.O.T.T.
- 2007: Einen Tag (feat. Braheem)
- 2009: SP Shit

### Mixtapes
- 2003: Nordkurve - I-Block (Rec.On Entertainment)
- 2003: Nordkurve - Back to Biz (3P Snippet Mixtape)
- 2004: Pillath & Knight - Unsigned (Rec.On Entertainment)
- 2004: Snaga - Snaga fickt Deutschland (Rec.On Entertainment)
- 2005: Snaga & Pillath - Die Linke und die Rechte Hand Gottes (3p)
- 2006: Snaga & Pillath - Eine Frage der Ehre (Deluxe Records)

### Sonstige
- 2006: Über Deutschland (mit Abroo, Manuellsen und Conny Walker) (Juice Exclusive! auf Juice-CD #67)
- 2009: Juice Exclusive (Juice Exclusive! auf Juice-CD #102)